# Ґочалкі
Ґочалкі (пол. Goczałki) — село в Польщі, у гміні Ласін Ґрудзьондзького повіту Куявсько-Поморського воєводства.
Населення — 127 осіб (2011).
У 1975-1998 роках село належало до Торунського воєводства.

## Демографія
Демографічна структура станом на 31 березня 2011 року:
|          | Загалом | Допрацездатний вік | Працездатний вік | Постпрацездатний вік |
| -------- | ------- | ------------------ | ---------------- | -------------------- |
| Чоловіки | 69      | 17                 | 48               | 4                    |
| Жінки    | 58      | 18                 | 31               | 9                    |
| Разом    | 127     | 35                 | 79               | 13                   |